# 灯台越桔
灯台越桔（学名：Vaccinium bulleyanum）为杜鹃花科越桔属下的一个种。

## 扩展阅读
- 維基物種上的相關：灯台越桔